# ارن دردیوک
ارن دردیوک (Eren Derdiyok زاده ۱۲ ژوئن ۱۹۸۸ در بازل) بازیکن فوتبال اهل سوئیس در پست هافبک نفوذی و در پشت سر مهاجمان نوک برای باشگاه فوتبال بایر لورکوزن در بوندسلیگا و تیم ملی فوتبال سوئیس از سال ۲۰۰۸ بازی می‌کند. وی سابقه همراهی تیم ملی فوتبال سوئیس را در رقابت‌های جام ملت‌های اروپا ۲۰۰۸ و جام جهانی فوتبال ۲۰۱۰ در کارنامه خود دارد، ارن دردیوک اصالتاً کردتبار (یکی از اقوام ایرانی تبار) و علوی مذهب می‌باشد.